# As long as I love/Scratch
「As long as I love / Scratch（with 稲葉浩志）」（アズ・ロング・アズ・アイ・ラブ / スクラッチ ウィズ・いなばこうし）は、ロックバンド凛として時雨のギター・ボーカルTKがTK from 凛として時雨名義として、2022年3月16日にソニー・ミュージックアソシエイテッドレコーズから発売したシングルである。両A面シングルとなっており、両曲とも稲葉浩志が参加している。

## 背景
本作の制作は、TKのソロプロジェクト始動10周年を締めくくるコラボ企画として行われた。TKは今回のコラボに対し、自分の音楽的なDNAに深く根づいてる人にオファーをしてみようと考え、その相手が稲葉浩志であった。オファーを考えた時のタイミングは稲葉が桜井和寿との対談動画を公開した頃であり、この対談や稲葉の所属するB'zがサブスクリプションを解禁したりなど、コロナ禍により今までにない動きを精力的に行っていた今なら稲葉に自身の楽曲を聴いてもらえるのではないかと考えたTKは稲葉に「Scratch」のデモ音源を送り、その後実際に稲葉と会い制作が実現した。Scratchを送る前に計4曲ほど曲を作っており、Scratchはその中でも1番本人が気に入ったものである。
TKが初めてB'zの楽曲を聴いたのは1991年に発売されたアルバム『IN THE LIFE』の頃であり、ギターを始めて意識するように聴き始めた時に発売されていた「Calling」やアルバム『Brotherhood』などにも影響を受けている。

## 制作
「Scratch」はピアノやストリングスなどが使われたバラード・ナンバーとして制作された。デモとして稲葉に送ったこちらの楽曲が先に作られた。TKが主軸となり制作された楽曲ではあるが、キーの確認など要所要所で稲葉に確認しながら制作され、バンドメンバーくらいのスピード感で非常にスムーズにできたとTKは述べている。元々タイアップが決まっていたカードゲーム『マジック：ザ・ギャザリング』も意識しながらスクラッチの意味の一つでもある"傷跡"をテーマに歌詞は書かれている。尚、デモの段階ではScratchというタイトルは決まっておらず、デモに稲葉が歌を入れて返した仮タイトルが稲葉側のエンジニアが"お試し"という意味合いで付けた“Scratch”であり、これがタイトルに採用されそこから歌詞が書かれている。
「As long as I love」の歌詞はTKと稲葉による共作となっている。ギターと歌のユニゾンからスタートするなど、稲葉のアイディアも採用された構成となっている。稲葉はこの曲もScratchというタイトルで歌詞を書いており2曲ともScratchとなってしまったが、稲葉は一部歌詞を書き直し、タイトルが「As long as I love」となった。「傷跡」という歌詞はそのまま残っており、結果的に同じ言葉をもとに別軸から書いたような形になったという。
今回の稲葉とのコラボレーションに対しTKはなかなかこんな機会はないとし、レコーディングをしている最中からこの瞬間を一生覚えておかないといけないと思って制作に励んだという。稲葉も今回のコラボレーションはどんなものができるのか最初想像ができなかったが、デモを聴いた瞬間に迷いのようなものは消え去ったとコメントを残している。

## リリース
CDの発売に先駆け、「Scratch」がデジタル・シングルとして2022年2月17日に先行配信された。オリコンチャートのオリコンデジタルシングルランキングでは7位に初登場し、Billboard JAPANのダウンロード・ソング・チャート“Download Songs”でも7位に初登場した。

## ミュージックビデオ
As long as I love (with 稲葉浩志)
監督：荒伊玖磨
キャスト：アオイヤマダ、高村月
CDシングルの発売日である3月16日にYouTubeで公開された。キャストとして出演したアオイヤマダと高村月は稲葉浩志による詞を基に、企画の段階から参加している。

## 収録曲
| #  | タイトル                                           | 作詞         | 作曲 | 時間 |
| -- | -------------------------------------------------- | ------------ | ---- | ---- |
| 1. | 「As long as I love (with 稲葉浩志)」              | 稲葉浩志, TK | TK   | 4:10 |
| 2. | 「Scratch (with 稲葉浩志)」                        | TK           | TK   | 4:28 |
| 3. | 「As long as I love (with 稲葉浩志) Instrumental」 |              |      | 4:10 |
| 4. | 「Scratch (with 稲葉浩志) Instrumental」           |              |      | 4:28 |

## 演奏
- TK：Vocal & Guitar (#1.2)
- 稲葉浩志 (B'z)：Guest Vocal (#1.2)
- 吉田一郎不可触世界：Bass (#1.2)
- BOBO：Drums
- 和久井沙良：Piano (#1.2)
- 河野圭：Strings Arrangement (#1)
- 鈴原杏
  - Violin (#1.2)
  - Viola (#1)
  - Strings Arrangement
- 吉田篤貴
  - Violin (#1.2)
  - Viola (#1)
- 内田麒麟：Cello (#1.2)
- 村中俊之：Cello (#1)

## チャート
| チャート                          | 最高順位 | 出典   |
| --------------------------------- | -------- | ------ |
| オリコン 週間シングルランキング   | 6        | [ 10 ] |
| オリコン 合算シングルランキング   | 37       | [ 11 ] |
| Billboard Japan Top Singles Sales | 7        | [ 12 ] |